# همینگستون
همینگستون (به انگلیسی: Hemingstone) یک روستا و محله مدنی در بریتانیا است که در Mid Suffolk واقع شده‌است. همینگستون ۲۴۴ نفر جمعیت دارد.